# Кук, Стив
Стив Энтони Кук (англ. Steve Anthony Cook; 19 апреля 1991, Гастингс, Англия) — английский футболист, защитник клуба «Куинз Парк Рейнджерс». Способен сыграть как в центре обороны, так и на правом фланге.

## Биография

### Ранняя карьера
Воспитанник «Брайтон энд Хоув Альбион», находящийся с юного возраста в системе клуба. Дебютировал в профессиональном футболе матчем Кубка Футбольной лиги против «Манчестер Сити» 24 сентября 2008 года.
Спустя 2 месяца, вышел на поле в первом раунде кубка Англии против «Хартлпул Юнайтед».
23 декабря того же года был арендован клубом Южной конфернции (VI дивизион Англии) «Хавант энд Уотерлувилл» на полгода.
По окончании аренды вернулся в «Брайтон» и вышел на поле в матче Трофея Футбольной лиги против «Лутон Таун». Дебютировал в лиге 28 февраля 2009 года матчем против «Кру Александра». Ту игру команда проиграла со счетом 0:4. 7 мая 2009 года вместе с другими молодыми игроками — Стивом Бринкхерстом и Джошем Пеллингом подписал профессиональный контракт с клубом.
21 ноября 2009 года игрока арендовала команда Южной конференции «Истли». В первом же матче за клуб (3 раунд кубка Англии против «Льюис») заработал красную карточку.
16 сентября 2010 года Кук снова был отдан в аренду, на этот раз в команду Национальной лиги (V дивизион Англии) «Истборн Боро», где провёл всего лишь месяц. После 7 матчей и 1 гола, «Истборн» стремился продлить аренду игрока, но все их старания оказались безуспешными, так как Стив перешёл в стан соперника − «Мансфилд Таун» в аренду до января 2011-го. Тренер «Брайтона» Гус Пойет позже отметил, что Кук должен набрать опыта вдали от Суссекса, что заставило бы его расти как футболиста.
Спустя 2,5 года, Кук провёл своей первый после возвращения матч за «Брайтон» в игре Кубка Лиги против «Ливерпуля» в сентябре 2011 года.

### «Борнмут»
Через месяц после этого, «Борнмут» из Лиги один взял игрока в аренду. 3 января 2012 года клуб выкупил контракт игрока за £150 тыс. Срок действия соглашения − 3,5 года. 4 декабря 2016 года в матче против «Ливерпуля» забил гол и отдал передачу на Натана Аке, чьё результативное действие помогло «вишням» вырвать победу на 90+3' минуте исторического для клуба матча.
Следующий сезон начался неудачно как для игрока, так и для клуба: в 11 играх была одержана лишь единственная победа, а команда опустилась в конец турнирной таблицы, вследствие чего 3 октября было принято решение расстаться с главным тренером Полом Гровсом. Затем были одержаны 8 побед кряду, тем самым установив клубный рекорд, кульминацией которого стала домашняя победа со счетом 3:1 над «Карлайл Юнайтед». В этой встрече Кук забил свой первый гол в сезоне, благодаря которому «Борнмут» стал чемпионом. Кук достойно начал свой первый сезон в чемпионате, выйдя на поле в первых 20 матчах сезона и постоянно выступая за команду. 5 октября он забил свой первый гол в чемпионате, одержав домашнюю победу со счетом 5:2 над «Миллуололом». Футболист занёс себе в актив 40 матчей во всех турнирах в течение своего первого выступления в Чемпионшипе, а команда заняла историческое для себя десятое место.
Сезон 2014/15 начался хорошо для защитника, в стартовом матче обыграв «Хаддерсфилд Таун» со счётом 4:0, тем самым оставив свои ворота в неприкосновенности. Затем последовали голы в матчах с «Блэкберн Роверс» и «Ротерем Юнайтед». Коллектив выдал серию из 14 матчей без поражений, а Кук играл в этом далеко не последнюю роль. Серия прервалась 10 января во встрече с «Норвич Сити». Также была одержана рекордная для клуба победа: со счётом 8:0 оказался повержен «Бирмингем Сити». Затем у команды снова состоялась беспроигрышная серия вплоть до окончания сезона, начавшаяся с нулевой ничьей в игре против «Блэкберна». Кук вышел в стартовом составе и отыграл все 90 минут в решающем домашнем матче против «Болтон Уондерерс» 27 апреля: учитывая, что «вишни» значительно превосходили по разнице мячей «Мидлсбро», занимающим тогда третью строчку турнирной таблицы, победа в предпоследней игре практически способствовала выходу клуба в Премьер-лигу. «Борнмут» одержал впечатляющую победу со счетом 3:0 и добился желаемого результата. Победа 3:0 над «Чарльтон Атлетик» позволила команде не только пойти на повышение в классе, но и добиться чемпионского титула, благодаря поражению «Уотфорда» в игре с «Шеффилд Уэнсдей».
В рамках 1 тура АПЛ сезона 2015/16 состоялся дебют футболиста в этом турнире: он вышел в стартовом составе на поле против «Астон Виллы». Первый гол в соревновании был забит 12 сентября, в ворота «Норвича». 4 декабря 2016 года «Борнмут» принимал на своём поле «Ливерпуль»: по ходу встречи защитник сравнял счёт, а затем поспособствовал оформлению решающего гола, благодаря чему хозяева добились исторической победы со счётом 4:3 В феврале 2019 года сыграл трёхсотый матч за главный клуб в своей карьере.

### «Ноттингем Форест»
4 января 2022 года Кук перешел в «Ноттингем Форест», заключив контракт сроком в 2,5 года. 15 января игрок впервые вышел на поле в футболке новой команды, с первых минут сыграв против «Миллуолла». В плей-офф Чемпионшипа клубу удалось добиться повышения в классе, и стать участником Английской Премьер-лиги на сезон 2022/23. Дебют в этом турнире за «Ноттингем» произошёл 14 августа: на 79 минуте матча Кук заменил Муссу Ниакате, получившего травму.

## Статистика
| Выступление              | Выступление       | Выступление      | Лига | Лига | Кубки | Кубки | Прочее | Прочее | Итого | Итого |
| Клуб                     | Лига              | Сезон            | Игры | Голы | Игры  | Голы  | Игры   | Голы   | Игры  | Голы  |
| ------------------------ | ----------------- | ---------------- | ---- | ---- | ----- | ----- | ------ | ------ | ----- | ----- |
| Брайтон энд Хоув Альбион | Лига 1            | 2008/09          | 2    | 0    | 2     | 0     | 1      | 0      | 5     | 0     |
| Брайтон энд Хоув Альбион | Чемпионшип        | 2011/12          | 1    | 0    | 1     | 0     | —      | —      | 2     | 0     |
| Брайтон энд Хоув Альбион | Итого             | Итого            | 3    | 0    | 3     | 0     | —      | —      | 6     | 0     |
| → Хавант энд Уотерлувилл | Южная конфернция  | 2008/09          | 5    | 0    | —     | —     | 3      | 0      | 8     | 0     |
| → Хавант энд Уотерлувилл | Итого             | Итого            | 5    | 0    | —     | —     | 3      | 0      | 8     | 0     |
| → Истли                  | Южная конфернция  | 2009/10          | 10   | 0    | —     | —     | 2      | 0      | 12    | 0     |
| → Истли                  | Итого             | Итого            | 10   | 0    | —     | —     | 2      | 0      | 12    | 0     |
| → Истборн Боро           | Национальная лига | 2010/11          | 7    | 1    | —     | —     | —      | —      | 7     | 1     |
| → Истборн Боро           | Итого             | Итого            | 7    | 1    | —     | —     | —      | —      | 7     | 1     |
| → Мансфилд Таун          | Национальная лига | 2010/11          | 8    | 0    | 2     | 0     | 1      | 0      | 11    | 0     |
| → Мансфилд Таун          | Итого             | Итого            | 8    | 0    | 2     | 0     | 1      | 0      | 11    | 0     |
| Борнмут                  | Лига 1            | → 2011/12        | 8    | 0    | —     | —     | 1      | 0      | 9     | 0     |
| Борнмут                  | Лига 1            | 2011/12          | 18   | 0    | —     | —     | —      | —      | 18    | 0     |
| Борнмут                  | Лига 1            | 2012/13          | 33   | 1    | 4     | 0     | 1      | 0      | 38    | 1     |
| Борнмут                  | Чемпионшип        | 2013/14          | 38   | 3    | 2     | 0     | —      | —      | 40    | 3     |
| Борнмут                  | Чемпионшип        | 2014/15          | 46   | 5    | 3     | 0     | —      | —      | 49    | 5     |
| Борнмут                  | Премьер-лига      | 2015/16          | 36   | 4    | 2     | 0     | —      | —      | 38    | 4     |
| Борнмут                  | Премьер-лига      | 2016/17          | 38   | 2    | 1     | 0     | —      | —      | 39    | 2     |
| Борнмут                  | Премьер-лига      | 2017/18          | 34   | 2    | 6     | 1     | —      | —      | 40    | 3     |
| Борнмут                  | Премьер-лига      | 2018/19          | 31   | 1    | 4     | 1     | —      | —      | 35    | 2     |
| Борнмут                  | Чемпионшип        | 2020/21          | 42   | 0    | 4     | 0     | 1      | 0      | 47    | 0     |
| Борнмут                  | Чемпионшип        | 2021/22          | 3    | 0    | 1     | 0     | —      | —      | 4     | 0     |
| Борнмут                  | Итого             | Итого            | 327  | 18   | 27    | 2     | 3      | 0      | 357   | 20    |
| Ноттингем Форест         | Чемпионшип        | 2021/22          | 17   | 0    | 3     | 0     | —      | —      | 20    | 0     |
| Ноттингем Форест         | Премьер-лига      | 2022/23          | 12   | 0    | 2     | 0     | —      | —      | 14    | 0     |
| Ноттингем Форест         | Итого             | Итого            | 29   | 0    | 5     | 0     | —      | —      | 34    | 0     |
| Всего за карьеру         | Всего за карьеру  | Всего за карьеру | 389  | 19   | 37    | 2     | 9      | 0      | 435   | 21    |

1. ↑  Кубок Англии и Кубок лиги
2. ↑  Трофеи Футбольной лиги и ассоциации

Комментарии

## Достижения
«Бормнут»
- Победитель Чемпионшипа: 2014/15[31]

«Ноттингем Форест»
- Победитель плей-офф Чемпионшипа: 2021/22[32]